# Campeonato Potiguar de Futebol Feminino de 2023
O Campeonato Potiguar de Futebol Feminino de 2023 foi a 15ª edição deste campeonato de futebol feminino organizado pela Federação Norte-rio-grandense de Futebol (FNF), o torneio teve início em 28 de outubro e terminou em 10 de dezembro.
O campeão desta edição foi o União de Extremoz, que conquistou o seu quinto título estadual vencendo o Alecrim na final.

## Regulamento
A edição de 2023 do Potiguar Feminino sofreu teve seu formato completamente reformulado se comparado com o estadual do ano anterior, principalmente por causa do aumento no número de participantes, passando de três times para seis.
O campeonato foi dividido em duas etapas: A primeira foi a fase classificatória, onde ocorreram cinco rodadas onde todos os times se enfrentaram em apenas jogos de ida, e as quatro melhores equipes avançaram para a etapa final; A etapa final foi no formato mata-mata, onde o 1° colocado enfrentou o 4° colocado e o 2° enfrentou o 3°, e os vencedores de cada semifinal avançou para a grande final, e todas essas partidas foram em jogo único, e em caso de empate ocorreria uma disputa de pênaltis.
Todas as partidas aconteceram no estádio Juvenal Lamartine, onde não foi permitida presença de público. E as partidas tiveram a duração de 80 minutos, sendo divididos em dois tempos de 40 minutos cada e com 15 minutos de intervalo.

### Critérios de desempate
Em caso de empate em pontos ganhos entre dois ou mais clubes, o desempate seria definido observando-se os critérios abaixo:
1. Maior número de vitórias;
2. Confronto direto;
3. Maior saldo de gols;
4. Maior número de gols marcados;
5. Menor número de cartões vermelhos recebidos;
6. Menor número de cartões amarelos recebidos;
7. Sorteio público na sede da FNF.

## Participantes
| Equipe              | Cidade        | 2022             | Títulos            |
| ------------------- | ------------- | ---------------- | ------------------ |
| União               | Extremoz      | 1° lugar         | 4 (último em 2022) |
| Monamy              | Natal         | (não participou) | 1 (último em 2013) |
| ABC                 | Natal         | (não participou) | 1 (último em 2007) |
| Alecrim             | Natal         | (não participou) | 0 (não possui)     |
| Potiguar de Mossoró | Mossoró       | (não participou) | 0 (não possui)     |
| Potyguar Seridoense | Currais Novos | (não participou) | 0 (não possui)     |

## Transmissão televisiva
Todas as partidas do campeonato foram transmitidas ao vivo no canal da TV FNF no YouTube.

## Primeira fase

### Classificação
Fonte: 
|  | Equipes classificadas para a fase final |
|  | Equipes eliminadas na primeira fase     |

| Pos. | Equipes             | P  | Jogos | Jogos | Jogos | Jogos | Gols | Gols | Gols | Cartões                       | Cartões | %   |
| Pos. | Equipes             | P  | J     | V     | E     | D     | GP   | GC   | SG   | Penalizado com cartão amarelo | Expulso | %   |
| ---- | ------------------- | -- | ----- | ----- | ----- | ----- | ---- | ---- | ---- | ----------------------------- | ------- | --- |
| 1    | União               | 15 | 5     | 5     | 0     | 0     | 39   | 1    | +38  | 1                             | 0       | 100 |
| 2    | ABC                 | 12 | 5     | 4     | 0     | 1     | 21   | 5    | +16  | 10                            | 0       | 80  |
| 3    | Alecrim             | 9  | 5     | 3     | 0     | 2     | 15   | 9    | +6   | 9                             | 1       | 60  |
| 4    | Potyguar Seridoense | 6  | 5     | 2     | 0     | 3     | 9    | 14   | -5   | 7                             | 1       | 40  |
| 5    | Monamy              | 3  | 5     | 1     | 0     | 4     | 9    | 25   | –16  | 6                             | 0       | 20  |
| 6    | Potiguar de Mossoró | 0  | 5     | 0     | 0     | 5     | 3    | 42   | –29  | 8                             | 0       | 0   |

### Partidas

#### Primeira rodada
| 28 de outubro Jogo 1 | União                                              | 5 – 0  | ABC | Natal                                                                    |  |
| 08:30                | - Dayane 23' - Mirla 43' - Gabi 67', 76' - Ana 80' | Súmula |     | Estádio: Estádio Juvenal Lamartine Árbitro: RN Rogerio Messias de Araujo |  |

| 28 de outubro Jogo 2 | Alecrim                                          | 3 – 1  | Potyguar Seridoense | Natal                                                                           |  |
| 14:30                | - Deysiane 40+1' (g.c.) - Alysse 57' - Deize 68' | Súmula | - Ketlin 51'        | Estádio: Estádio Juvenal Lamartine Árbitra: RN Mariana Regina de Paiva Oliveira |  |

| 29 de outubro Jogo 3 | Monamy                                                                                             | 7 – 1  | Potiguar de Mossoró | Natal                                                                   |  |
| 08:30                | - Lourdes 3' - Jessiane 16' (g.c.) - Raissa Almeida 22', 32', 46' - Raissa Virginia 69' - Sara 80' | Súmula | - Freitas 66'       | Estádio: Estádio Juvenal Lamartine Árbitro: RN Robson Andrade Rodrigues |  |

#### Segunda rodada
| 4 de novembro Jogo 4 | Monamy | 0 – 8  | União                                                          | Natal                                                                    |  |
| 08:30                |        | Súmula | - Lu 23', 69', 73' - Gabi 30', 44' - Mirla 53', 62' - Dani 71' | Estádio: Estádio Juvenal Lamartine Árbitro: RN José Alexandre Silva Neto |  |

| 4 de novembro Jogo 5 | ABC               | 2 – 0  | Potyguar Seridoense | Natal                                                             |  |
| 14:30                | - Sorriso 7', 16' | Súmula |                     | Estádio: Estádio Juvenal Lamartine Árbitro: RN Rai Lopo de Castro |  |

| 5 de novembro Jogo 6 | Alecrim                                                         | 8 – 1  | Potiguar de Mossoró | Natal                                                                  |  |
| 08:30                | - Silva 13', 29' - Fafa 31', 49', 70', 80+5' - Vitória 45', 59' | Súmula | - Adriene 5'        | Estádio: Estádio Juvenal Lamartine Árbitro: RN Carlos Alberto de Berto |  |

#### Terceira rodada
| 11 de novembro Jogo 7 | Potiguar de Mossoró | 0 – 8  | ABC                                                                                      | Natal                                                                  |  |
| 08:30                 |                     | Súmula | - Jessiane 18' (g.c.) - Sorriso 37', 56', 69' - Deborah 45' - Laura 47', 66' - Zayra 61' | Estádio: Estádio Juvenal Lamartine Árbitro: RN João Paulo Jales Dantas |  |

| 15 de novembro Jogo 8 | União                                                                                  | 7 – 1  | Potyguar Seridoense | Natal                                                                              |  |
| 08:30                 | - Mirla 6' - Ana 9', 40+1' - Gabi 38' - Maria Clara 50' (g.c.) - Pipoca 77' - Lu 80+3' | Súmula | - Shirlania 53'     | Estádio: Estádio Juvenal Lamartine Árbitro: RN Daniel de Medeiros Segundo Calazans |  |

| 15 de novembro Jogo 9 | Monamy              | 1 – 4  | Alecrim                              | Natal                                                                           |  |
| 14:30                 | - Raissa Almeida 4' | Súmula | - Vitória 10', 48' - Fafa 40+3', 64' | Estádio: Estádio Juvenal Lamartine Árbitra: RN Mariana Regina de Paiva Oliveira |  |

#### Quarta rodada
| 18 de novembro Jogo 10 | Potiguar de Mossoró | 0 – 14 | União | Natal                                                                     |  |
| 08:30                  |                     | Súmula | - Dayane 11', 26' - Gabi 16', 67' - Lissa 28' - Raquel 34' - Lu 40+2', 45', 50', 51', 60' - Paula 43', 80' - Talita Moju 53' | Estádio: Estádio Juvenal Lamartine Árbitro: RN Francisco de Lima Oliveira |  |

| 18 de novembro Jogo 11 | Potyguar Seridoense         | 2 – 1  | Monamy     | Natal                                                                  |  |
| 14:30                  | - Wanessa 45' - Cheyenn 78' | Súmula | - Sara 69' | Estádio: Estádio Juvenal Lamartine Árbitro: RN Lucas Silva de Medeiros |  |

| 19 de novembro Jogo 12 | ABC          | 1 – 0  | Alecrim | Natal                                                                    |  |
| 08:30                  | - Kaline 49' | Súmula |         | Estádio: Estádio Juvenal Lamartine Árbitro: RN Bruno Luiz da Silva Gomes |  |

#### Quinta rodada
| 25 de novembro Jogo 13 | Potyguar Seridoense                          | 5 – 1  | Potiguar de Mossoró | Natal                                                                  |  |
| 08:30                  | - Ketlin 6' - Ana Beatriz 27', 37', 72', 73' | Súmula | - Angela 55'        | Estádio: Estádio Juvenal Lamartine Árbitro: RN Carlos Alberto de Berto |  |

| 25 de novembro Jogo 14 | Alecrim | 0 – 5  | União                                                         | Natal                                                                           |  |
| 14:30                  |         | Súmula | - Dani 3' - Jaylana 10' (g.c.) - Mirla 57' - Barbara 60', 69' | Estádio: Estádio Juvenal Lamartine Árbitra: RN Mariana Regina de Paiva Oliveira |  |

| 26 de novembro Jogo 15 | ABC | 10 – 0 | Monamy | Natal                                                                    |  |
| 08:30                  | - Rayanne Kelly 10' - Kaline 17' - Raissa 27' - Tamara 32', 40+1', 78' - Sorriso 50' - Vanessa 59' - Maria 66' (g.c.) - Laura 75' | Súmula |        | Estádio: Estádio Juvenal Lamartine Árbitro: RN Rogerio Messias de Araujo |  |

## Fase final
Em negritos estão os times classificados, e em itálico está o time campeão.
|  | Semifinais 3 de dezembro | Semifinais 3 de dezembro | Semifinais 3 de dezembro |         |       | Final 10 de dezembro | Final 10 de dezembro | Final 10 de dezembro |  |
|  |                          |                          |                          |         |       |                      |                      |                      |  |
|  | 1                        | União                    | 5                        |         |       |                      |                      |                      |  |
|  | 1                        | União                    | 5                        |         |       |                      |                      |                      |  |
|  | 4                        | Potyguar Seridoense      | 2                        |         |       |                      |                      |                      |  |
|  | 4                        | Potyguar Seridoense      | 2                        |         | União | União                | 2                    |                      |  |
|  |                          |                          |                          |         | União | União                | 2                    |                      |  |
|  |                          |                          | Alecrim                  | Alecrim | 0     |                      |                      |                      |  |
|  | 2                        | ABC                      | Alecrim                  | Alecrim | 0     | 1(4)                 |                      |                      |  |
|  | 2                        | ABC                      |                          |         |       |                      |                      |                      |  |
|  | 3                        | Alecrim                  | 1(5)                     |         |       |                      |                      |                      |  |

### Semifinal
| 3 de dezembro Jogo 16 | União                                                                         | 5 – 2  | Potyguar Seridoense | Natal                                                                    |  |
| 08:30                 | - Dayane 1' - Thays dos Santos 29' - Yasmin 43' (g.c.) - Mirla 56' - Dani 73' | Súmula | - Wanessa 24', 38'  | Estádio: Estádio Juvenal Lamartine Árbitro: RN José Alexandre Silva Neto |  |

| 3 de dezembro Jogo 17 | ABC         | 1 – 1 (4 – 5 pen.) | Alecrim      | Natal                                                                |  |
| 14:30                 | - Laura 76' | Súmula             | - Vitória 3' | Estádio: Estádio Juvenal Lamartine Árbitro: RN Mateus de Lima Dantas |  |

### Final
A final do estadual aconteceu no dia 10 de dezembro. Apesar da federação divulgar que a final aconteceria na Arena das Dunas, a partida acabou acontecendo no estádio Juvenal Lamartine, sem a presença de público. O União de Extremoz acabou derrotando o Alecrim de Natal, conquistando o penta-campeonato estadual, com gols de Mirla e Dayana ainda no primeiro tempo. Esta mesma final já havia acontecido em 2021, onde o União superou o Alecrim naquela ocasião.
Além do título, a atacante do União, Lu, foi a artilheira da competição, com nove gols em sete jogos. E Sandy foi eleita a melhor goleira do torneio, sofrendo apenas três gols ao longo do campeonato.
Graças ao título, o União garantiu uma vaga na disputar a terceira divisão do futebol feminino nacional.
| 10 de dezembro Jogo 18                              | União                   | 2 – 0  | Alecrim | Natal                                                                         |  |
| 08:30                                               | - Mirla 9' - Dayane 40' | Súmula |         | Estádio: Estádio Juvenal Lamartine Árbitro: RN Pablo Ramon Goncalves Pinheiro |  |
| Ver também: Campeonato Potiguar de Futebol Feminino |                         |        |         |                                                                               |  |

## Premiação
| Campeonato Potiguar de Futebol Feminino de 2023 |
| Extremoz                                        |
| ----------------------------------------------- |
| UNIÃO Campeão (5.º título)                      |

## Estatísticas

### Artilharia
| Gols | Jogadora        | Equipe              |
| ---- | --------------- | ------------------- |
| 9    | Lu              | União               |
| 7    | Gabi            | União               |
| 7    | Mirla           | União               |
| 6    | Sorriso         | ABC                 |
| 6    | Fafa            | Alecrim             |
| 5    | Vitória         | Alecrim             |
| 5    | Dayane          | União               |
| 4    | Raissa Almeida  | Monamy              |
| 4    | Ana Beatriz     | Potyguar Seridoense |
| 4    | Laura           | ABC                 |
| 3    | 5 futebolistas  | —                   |
| 2    | 6 futebolistas  | —                   |
| 1    | 19 futebolistas | —                   |

### Hat-tricks
| Jogadora       | Gols            | Clube  | Placar | Adversário          | Data           | Ref.   |
| -------------- | --------------- | ------ | ------ | ------------------- | -------------- | ------ |
| Raissa Almeida | 22', 32', 46'   | Monamy | 7 – 1  | Potiguar de Mossoró | 29 de outubro  | [ 7 ]  |
| Lu             | 23', 69', 73'   | União  | 8 – 0  | Monamy              | 4 de novembro  | [ 8 ]  |
| Sorriso        | 37', 56', 69'   | ABC    | 8 – 0  | Potiguar de Mossoró | 11 de novembro | [ 9 ]  |
| Tamara         | 32', 40+1', 78' | ABC    | 8 – 0  | Monamy              | 26 de novembro | [ 10 ] |

### Poker-tricks
| Jogadora    | Gols                 | Clube               | Placar | Adversário          | Data           | Ref.   |
| ----------- | -------------------- | ------------------- | ------ | ------------------- | -------------- | ------ |
| Fafa        | 31', 49', 70', 80+5' | Alecrim             | 8 – 1  | Potiguar de Mossoró | 4 de novembro  | [ 11 ] |
| Ana Beatriz | 27', 37', 72', 73'   | Potyguar Seridoense | 5 – 1  | Potiguar de Mossoró | 25 de novembro | [ 12 ] |

### Manitas
| Jogadora | Gols                      | Clube | Placar | Adversário          | Data           | Ref.   |
| -------- | ------------------------- | ----- | ------ | ------------------- | -------------- | ------ |
| Lu       | 40+2', 45', 50', 51', 60' | União | 14 – 0 | Potiguar de Mossoró | 18 de novembro | [ 13 ] |